# 3930 Vasilev
3930 Vasilev (1982 UV10) là một tiểu hành tinh vành đai chính được phát hiện ngày 25 tháng 10 năm 1982 bởi L. Zhuravleva ở Nauchnyj. Nó được đặt theo tên Nga painter Konstantin Vasilyev.